# Casa Xic (la Vall de Boí)
La Casa Xic és una obra de la Vall de Boí (Alta Ribagorça) inclosa a l'Inventari del Patrimoni Arquitectònic de Catalunya.

## Descripció
Casa pagesa constituïda per l'edifici principal d'habitatge, situat dins el pati i dos edificis destinats a paller, alineats amb el carrer d'accés.
L'edifici de l'habitatge és de planta rectangular, i té planta baixa, dos pisos i golfes sota una coberta a tres vessants. Pel costat nord es recolza en la roca que tanca el poble i hi té un accés a nivell de golfes.
Els edificis de paller tenen cobertes amb un únic pendent, un cap al carrer i l'altre cap a la mitgera amb Casa Simamet.